# ジャイロ・デ・マセド・ダ・シウヴァ
ジャイロ（Jairo）ことジャイロ・デ・マセド・ダ・シウヴァ（Jairo de Macedo da Silva、1992年5月6日 - ）は、ブラジル・リオデジャネイロ出身のサッカー選手。パフォスFC所属。ポジションはFW。

## クラブ経歴
2014年1月、ASトレンチーンと1年契約を結んだ。2015年にはクラブとの契約をさらに2018年までに引き延ばした。
2015年8月8日、PAOKテッサロニキに移籍し、4年契約を交わした。2016年1月10日、PASヤニナFC戦でリーグ戦初ゴールを記録した。
2018年7月19日、ハイドゥク・スプリトに加入した。加入シーズンの2018-19シーズンは公式戦通算13得点10アシストを記録し、リーグの年間ベストイレブンに選出された。2019年6月12日、クラブと2022年6月30日までの新しい契約を結んだ。